# Bernhard von Bülow
Bernhard Heinrich Karl Martin von Bülow (Klein Flottbeck [ma Hamburg része], Holstein, 1849 május 3.  – Róma, 1929 október 28.) német gróf, később herceg, diplomata és államférfi. Németország kancellárja 1900–1909.
Bernhard von Bülow, a híres német államférfi Bernhard Ernst von Bülow fia, mint önkéntes vett részt a porosz–francia háborúban. A háború után kezdődött el a diplomata karrierje, mint követségi titkár Párizsban, Szent Péterváron és Bukarestben. 1893-ban Németország olaszországi nagykövetévé nevezték ki, majd 1897-ben Chlodwig zu Hohenlohe-Schillingsfürst kancellár, külügyminiszterévé nevezte ki.
Bülow legnagyobb érdeme mint külügyminiszter, a német gyarmati politika ügyes kezelése volt. Ebben az időben Németország egy terjeszkedő fázisban volt, amit elég későn kezdtek el a kései egyesülés miatt. Ennek ellenére, 1899-ben Bülownak sikerült diplomáciai tárgyalásokkal a Karolina-szigetekre kiterjeszteni a német gyarmati uralmat. Elismerésképpen ezért megkapta a grófi címet. 
Hohenlohe-Schillingsfürst lemondása után, 1900-ban, II. Vilmos császár von Bülowot nevezte ki kancellárnak. A kancellári hivatalát 9 évig megtartotta és a korábbi diplomata hátterének köszönhetően, nagyon ügyes politikusnak bizonyult. Nehéz körülmények között is sikerült megőrizze a konzervatívokból és liberálisokból álló kormánykoalíciót, kiváló tárgyaló és kompromisszumkészsége segítségével. A kancellárságát különösen az ügyes külpolitikája jellemezte valamint elkötelezettsége a német gyarmati politika mellett, amit még külügyminiszteri korából hozott magával. Például ő volt a mozgató erő Németország kínai (csiaocsoui), gyarmatosítása mögött.
1905-ben hercegi címet kapott főként külpolitikai eredményeiért. 1909 nyarán a von Bülow kormánynak nem sikerült a költségvetési tervet a elfogadtatni a parlamentben, és lemondásra kényszerült. A kancellári posztot 1909. július 14-én hagyta el.
1914–1915 között Von Bülow ismét nagykövet Rómában azzal a kifejezett feladattal, hogy rábeszélje Olaszországot a központi hatalmakhoz való csatlakozásra. Ez nem sikerült neki, és Olaszország 1915 áprilisában az antant oldalán lépett be a háborúba. Von Bülow úgy ítélte meg a megbízatását, mint „reménytelen feladatot”. Amikor utódja, Theobald von Bethmann-Hollweg 1917 júliusában lemondásra kényszerült, sokan abban reménykedtek, hogy ismét von Bülow lesz a kancellár, de II. Vilmos a gyengének tartott Georg Michaelist nevezte ki kancellárnak.
A háború után kiadta memoárjait, négy vastag kötetben. A kötet csodálatos alkotás volt, sok érdekes képpel és iratok másolatával, de forrásértéke erősen megkérdőjelezhető.
Bernhard von Bülow herceg 1929. október 28-án hunyt el, egy nappal a nagy tőzsdekrach („fekete csütörtök”) előtt, amely a nagy gazdasági világválság kezdetét jelentette.

## Fordítás
- Ez a szócikk részben vagy egészben  a   Bernhard von Bülow című svéd Wikipédia-szócikk fordításán alapul.  Az eredeti cikk szerkesztőit annak laptörténete sorolja fel. Ez a jelzés csupán a megfogalmazás eredetét és a szerzői jogokat jelzi, nem szolgál a cikkben szereplő információk forrásmegjelöléseként.